# Pedro de Urbina y Montoya
Pedro de Urbina y Montoya   (Berantevilla, 12 d'agost de 1585 - Sevilla, 6 de febrer de 1663) fou un religiós franciscà basc. Fou bisbe de Còria (1644-1648) i, després, arquebisbe de València (1648-1658). Durant part d'aquest episcopat, exercí també de virrei de València (1650-1652). Celebrà un sínode a València en abril de 1657 i, finalment, ocupà la dignitat d'arquebisbe de Sevilla des del 1658 fins a la seua mort.

## Obres

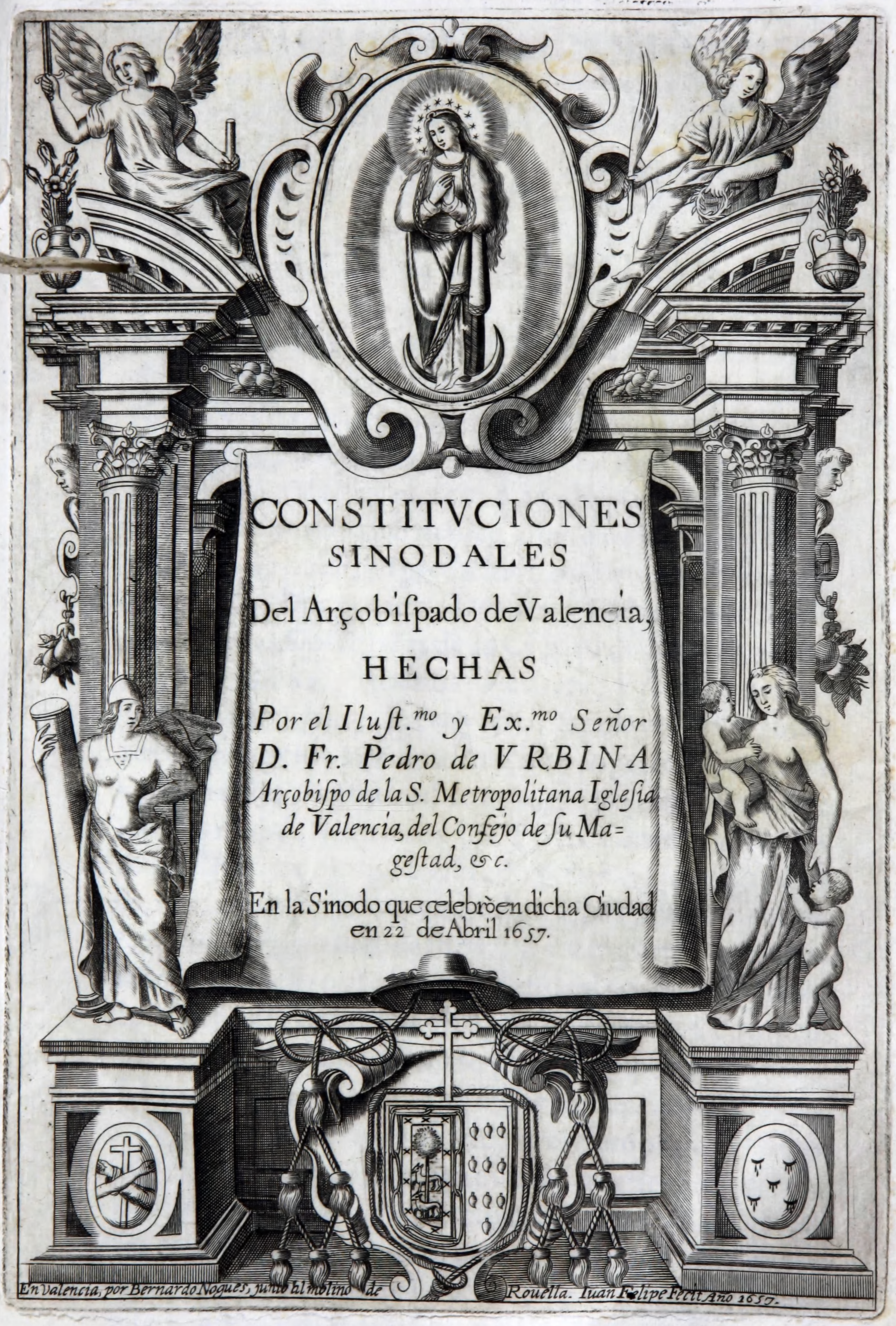
Portada de les constitucions sinodals de 1657

- Recens manuale Valentinum ad sacramenta Ecclesiae peragenda (València, 1654).[4] Llibre ritual.
- Constituciones sinodales del arçobispado de Valencia (València, 1657).[2][4] Constitucions del sínode de València de 22 d'abril de 1657, primeres a ser publicades en castellà, atés que fins llavors s'havien publicat en llatí.[5]